# A Special Night with Demi Lovato
A Special Night with Demi Lovato —en español: Una noche especial con Demi Lovato— es la quinta gira de Demi Lovato. La gira tiene como objeto la promoción de su álbum Unbroken, publicado el 20 de septiembre de 2011. La gira llevó un total de 68 conciertos, los que incluyen países de América como Argentina, Brasil, Chile, Panamá, Paraguay, Venezuela, Perú, México y Uruguay en el 2012.
El tour de promoción en fechas cercanas al lanzamiento del disco, titulado. An Evening with Demi Lovato se considera parte de la gira A Special Night with Demi Lovato. Nada más que, a partir del 16 de noviembre, se realizan algunas adiciones y/o cambios, tales como un escenario más grande, cambio del setlist y nuevos vestuarios. Durante esta gira, por su paso por Brasil, Lovato recibió un disco de oro por parte de la ABPD, gracias a las ventas de su último álbum de estudio.

## Antecedentes

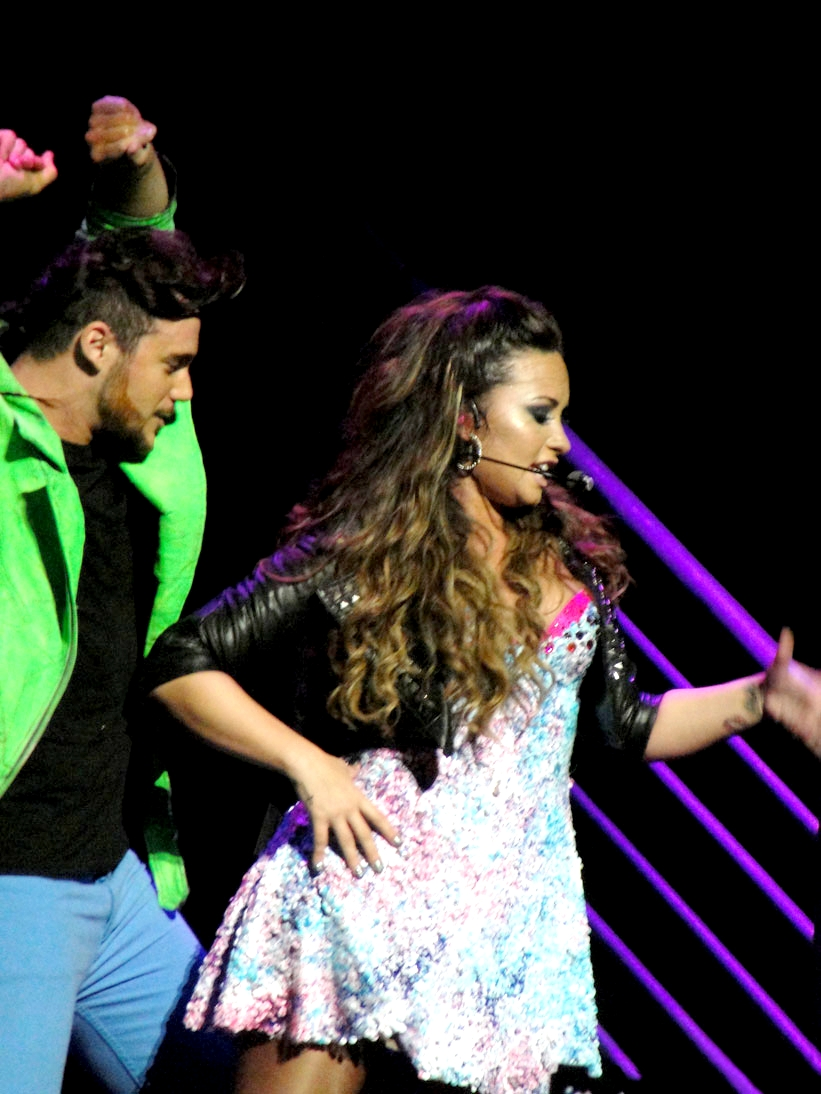
Demi cantando «Who's That Boy» con bailarines a su lado.

Tras salir de rehabilitación, Lovato lanzó su tercer álbum Unbroken, el cual ha sido un éxito, no sólo en Estados Unidos, sino en diferentes partes del mundo. Demi declaró que realizaría un tour para promocionar su más reciente álbum. Para Demi, realizar este tour «es una de las cosas más grandes que ha hecho durante su carrera musical», por lo que «siente que tiene el apoyo incondicional de sus fanes, de sus amigos y familiares».

## Lista de canciones
1. "All Night Long"
2. "Got Dynamite"
3. "Hold Up"
4. "Catch Me / Don't Forget" (medley)
5. "Who's That Boy"
6. "You're My Only Shorty" (A partir de Plant City)
7. "My Love Is Like a Star"
8. "Fix a Heart"
9. "Mistake" (a partir de Plant City)
10. "Get Back / Here We Go Again / La La Land" (medley)
11. "Lightweight"
12. "Skyscraper"
13. "Moves like Jagger" (cover de Maroon 5 y Christina Aguilera)
14. "Give Your Heart A Break" (a partir de Puerto Rico)
15. "Together"

Encore
1. "Unbroken"
2. "Remember December"

- Ref[1]

| Festival Iquique |
| --- |
| 1. "All Night Long" 2. "Got Dynamite" 3. "Catch Me / Don't Forget" (medley) 4. "My Love Is Like a Star" 5. "Fix a Heart" 6. "Get Back / Here We Go Again / La La Land" (medley) 7. "Lightweight" 8. "Skyscraper" (incluye extractos de "Rascacielo") 9. "Moves like Jagger" (cover de Maroon 5 y Christina Aguilera) 10. "Together" 11. "Give Your Heart A Break" 12. "Unbroken" (no incluida en la transmisión televisiva del festival) 13. "Remember December" (no incluida en la transmisión televisiva del festival) (*)Se incluyó fuera de la transmisión televisiva del festival |

| Latinoamérica |
| --- |
| 1. "All Night Long" 2. "Got Dynamite" 3. "Hold Up" 4. "Get Back" 5. "Catch Me / Don't Forget" (medley) 6. "My Love Is Like A Star" 7. "Fix A Heart" 8. "Who's That Boy" 9. "You're My Only Shorty" 10. "Here We Go Again / La La Land" (medley) 11. "Lightweight" (excepto en Chile, Paraguay y Argentina) 12. "Skyscraper" 13. "How To Love" (cover de Lil Wayne) 14. "Together" 15. "Remember December" 16. "Give Your Heart A Break" 17. "Unbroken" |

| Uruguay |
| --- |
| 1. "All Night Long" 2. "Got Dynamite" 3. "Hold Up" 4. "Get Back" 5. "Catch Me" 6. "Don't Forget" 7. "My Love Is Like A Star" 8. "Fix A Heart" 9. "Who's That Boy" 10. "Give Your Heart A Break" (versión acústica) 11. "Skyscraper" (versión acústica) |

| Julio - Septiembre de 2012 |
| --- |
| 1. "All Night Long" 2. "Got Dynamite" 3. "The Middle" 4. "Hold Up" 5. "Get Back" 6. "Catch Me / Don't Forget" (medley) 7. "My Love Is Like A Star" 8. "Fix a Heart" 9. "How To Love" (cover de Lil Wayne) 10. "American Honey" (cover de Lady Antebellum) 11. "Who's That Boy" 12. "You're My Only Shorty" 13. "Here We Go Again / La La Land" (medley) 14. "Lightweight" 15. "Skyscraper" 16. "Turn Up The Music" (cover de Chris Brown) 17. "Together" 18. "Remember December" Encore: 1. "Unbroken" 2. "Give Your Heart A Break" |

| Z Festival |
| --- |
| 1. "All Night Long" 2. "Got Dynamite" 3. "Hold Up" 4. "Get Back" 5. "Catch Me / Don't Forget" (medley) 6. "My Love Is Like a Star" 7. "Fix a Heart" 8. "Here We Go Again / La La Land" (medley) 9. "Skyscraper" 10. "Turn Up the Music" (cover de Chris Brown) 11. "Remember December" 12. "Give Your Heart A Break" |

| Asia |
| --- |
| 1. "Unbroken" 2. "Get Back" 3. "Here We Go Again" 4. "La La Land" 5. "Don't Forget" 6. "My Love Is Like A Star" 7. "American Honey" (cover de Lady Antebellum) 8. "The House That Built Me" (cover de Miranda Lambert) 9. "Fix A Heart" 10. "Catch Me" 11. "Lightweight" 12. "Skyscraper" 13. "Turn Up The Music" (cover de Chris Brown) 14. "Heart Attack" 15. "Remember December" 16. "Give Your Heart A Break" |

## Actos de apertura

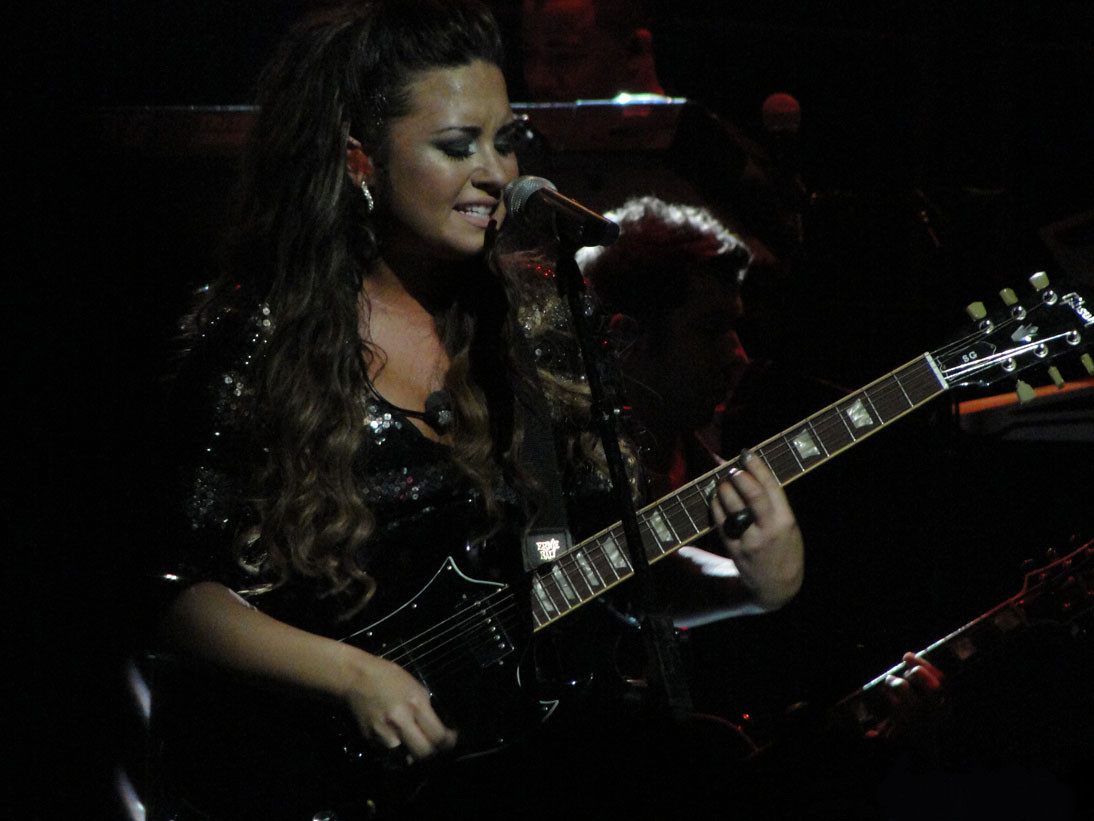
Demi cantando «Don't Forget»

1. Hot Chelle Rae (Norteamérica, algunas fechas)
2. Owl City (Norteamérica, algunas fechas)
3. Neon Hitch (Los Ángeles -- Camden, Estados Unidos)
4. We The Kings (Norteamérica, algunas fechas)
5. Marilanne  (Caracas, Venezuela)[2]
6. Adammo (Lima, Perú)[3]
7. College 11 (Sao Paulo y Río de Janeiro, Brasil)
8. Miranda! (Santiago, Chile)[4]
9. No Disco & Pocket (Buenos Aires, Argentina)
10. Control Z (Montevideo, Uruguay)
11. Danna Paola (Monterrey y Ciudad de México, México)[5][6]

Así mismo, Demi formó parte de la V entrega del Festival de Verano de Iquique en Chile, donde compartió escenario la segunda noche del evento junto a José Feliciano y Eyci and Cody.

## Fechas
| Fecha                    | Ciudad           | País           | Lugar                                                           | Entradas        | Recaudación |
| ------------------------ | ---------------- | -------------- | --------------------------------------------------------------- | --------------- | ----------- |
| América del Norte        |                  |                |                                                                 |                 |             |
| 16 de noviembre de 2011  | Detroit          | Estados Unidos | Fox Theatre                                                     | 3,841 / 3,841   | $231,210    |
| 18 de noviembre de 2011  | Mashantucket     | Estados Unidos | MGM Grand at Foxwoods                                           | 3,565 / 3,565   | $252,418    |
| 19 de noviembre de 2011  | Hershey          | Estados Unidos | Hershey Theatre                                                 | 1,831 / 1,831   | $127,135    |
| 22 de noviembre de 2011  | Kansas City      | Estados Unidos | The Midland by AMC                                              | 1,539 / 1,624   | $150,731    |
| 25 de noviembre de 2011  | Houston          | Estados Unidos | Verizon Wireless Theater                                        | —               | —           |
| 26 de noviembre de 2011  | Grand Prairie    | Estados Unidos | Verizon Theatre                                                 | 2,996 / 3,275   | $265,122    |
| 27 de noviembre de 2011  | Nueva Orleans    | Estados Unidos | Mahalia Jackson Theatre for the Performing Arts                 | 1,881 / 2,127   | $176,820    |
| 29 de noviembre de 2011  | Saint. Louis     | Estados Unidos | Peabody Opera House                                             | 2,146 / 2,599   | $154,127    |
| 1 de diciembre de 2011   | Atlanta          | Estados Unidos | Cobb Energy Performing Arts Centre                              | 2,373 / 2,617   | $183,128    |
| 2 de diciembre de 2011   | Nashville        | Estados Unidos | War Memorial Auditorium                                         | Festival        | Festival    |
| 3 de diciembre de 2011   | Rosemont         | Estados Unidos | Rosemont Theatre                                                | 4,274 / 4,274   | $320,618    |
| 5 de diciembre de 2011   | Indianápolis     | Estados Unidos | Egyptian Room at Old National Centre                            | Festival        | Festival    |
| 6 de diciembre de 2011   | Buffalo          | Estados Unidos | First Niagara Center                                            | Festival        | Festival    |
| 7 de diciembre de 2011   | Filadelfia       | Estados Unidos | Wells Fargo Center                                              | Festival        | Festival    |
| 8 de diciembre de 2011   | Lowell           | Estados Unidos | Tsongas Arena                                                   | Festival        | Festival    |
| 9 de diciembre de 2011   | Nueva York       | Estados Unidos | Madison Square Garden                                           | Festival        | Festival    |
| 10 de diciembre de 2011  | Sunrise          | Estados Unidos | BB&T Center                                                     | Festival        | Festival    |
| 11 de diciembre de 2011  | Tampa            | Estados Unidos | St. Pete Times Forum                                            | Festival        | Festival    |
| América Latina           |                  |                |                                                                 |                 |             |
| 16 de diciembre de 2011  | San Juan         | Puerto Rico    | Coliseo de Puerto Rico José Miguel Agrelot                      | —               | —           |
| 4 de febrero de 2012     | Iquique          | Chile          | Estadio Tierra de Campeones                                     | Festival        | Festival    |
| América del Norte        |                  |                |                                                                 |                 |             |
| 2 de marzo de 2012       | Plant City       | Estados Unidos | Wish Farms Soundstage                                           | Festival        | Festival    |
| 4 de marzo de 2012       | Hidalgo          | Estados Unidos | State Farm Arena                                                | Festival        | Festival    |
| 13 de marzo de 2012      | Austin           | Estados Unidos | Travis County Expo Center                                       | Festival        | Festival    |
| América Latina           |                  |                |                                                                 |                 |             |
| 13 de abril de 2012      | Ciudad de Panamá | Panamá         | Figali Convention Center                                        | 8,640 / 8,640   | $431,799    |
| 15 de abril de 2012      | Caracas          | Venezuela      | UNIMET                                                          | 12,317 / 12,700 | $708,792    |
| 17 de abril de 2012      | Lima             | Perú           | Jockey Club del Perú                                            | 13,932 / 14,000 | $884,300    |
| 19 de abril de 2012      | Río de Janeiro   | Brasil         | Citibank Hall                                                   | 7,571 / 7,687   | $498,296    |
| 20 de abril de 2012      | São Paulo        | Brasil         | Credicard Hall                                                  | 13,224 / 13,224 | $916,672    |
| 22 de abril de 2012      | Belo Horizonte   | Brasil         | Chevrolet Hall                                                  | 4,353 / 4,353   | $386,387    |
| 24 de abril de 2012      | Santiago         | Chile          | Movistar Arena                                                  | 11,750 / 11,750 | $520,934    |
| 26 de abril de 2012      | Asunción         | Paraguay       | Gran Teatro Jose Asunción Flores del Banco Central del Paraguay | 2,000 / 2,000   | $248,247    |
| 28 de abril de 2012      | Buenos Aires     | Argentina      | Microestadio Malvinas Argentinas                                | 12,857 / 12,857 | $619,327    |
| 29 de abril de 2012      | Montevideo       | Uruguay        | Velódromo Municipal de Montevideo                               | —               | —           |
| 30 de abril de 2012      | São Paulo        | Brasil         | Credicard Hall                                                  | [ a ]           | [ a ]       |
| 2 de mayo de 2012        | Ciudad de México | México         | Auditorio Nacional                                              | 8,983 / 9,520   | $644,042    |
| 3 de mayo de 2012        | Monterrey        | México         | Arena Monterrey                                                 | 10,000 / 10,000 | $461,794    |
| América del Norte        |                  |                |                                                                 |                 |             |
| 12 de junio de 2012      | Del Mar          | Estados Unidos | Del Mar Fairgrounds                                             | Festival        | Festival    |
| 22 de junio de 2012      | Holmdel          | Estados Unidos | PNC Bank Arts Center                                            | 14,349 / 14,349 | $615,467    |
| 23 de junio de 2012      | Hershey          | Estados Unidos | Star Pavilion                                                   | —               | —           |
| 24 de junio de 2012      | Vienna           | Estados Unidos | Filene Center at Wolf Trap                                      | 9,264 / 9,264   | $376,994    |
| 26 de junio de 2012      | Saratoga Springs | Estados Unidos | Saratoga Performing Arts Center                                 | —               | —           |
| 30 de junio de 2012      | Uncasville       | Estados Unidos | Mohegan Sun Arena                                               | 6,132 / 6,382   | $524,554    |
| 1 de julio de 2012       | Canandaigua      | Estados Unidos | Marvin Sands Performing Arts Center                             | —               | —           |
| 3 de julio de 2012       | Toronto          | Canadá         | Molson Canadian Amphitheatre                                    | 8,627 / 8,958   | $507,880    |
| 5 de julio de 2012       | Boston           | Estados Unidos | Bank of America Pavilion                                        | 7,411 / 7,411   | $357,613    |
| 12 de julio de 2012      | Salt Lake City   | Estados Unidos | Energy Solutions Arena                                          | —               | —           |
| 13 de julio de 2012      | Phoenix          | Estados Unidos | Comerica Theatre                                                | 2,588 / 2,588   | $219,883    |
| 14 de julio de 2012      | Las Vegas        | Estados Unidos | House of Blues                                                  | —               | —           |
| 15 de julio de 2012      | Bakersfield      | Estados Unidos | Rabobank Theater & Convention Center                            | —               | —           |
| 17 de julio de 2012      | San José         | Estados Unidos | San Jose Event Center                                           | 3,991 / 4,405   | $455,557    |
| 18 de julio de 2012      | Los Ángeles      | Estados Unidos | Greek Theatre                                                   | 5,790 / 5,839   | $684,152    |
| 20 de julio de 2012      | Sacramento       | Estados Unidos | Sleep Train Arena                                               | Festival        | Festival    |
| 4 de agosto de 2012      | Highland Park    | Estados Unidos | Ravinia Pavilion                                                | Festival        | Festival    |
| 11 de agosto de 2012     | Springfield      | Estados Unidos | Illinois State Fair Grandstand                                  | Festival        | Festival    |
| 12 de agosto de 2012     | Camden           | Estados Unidos | Susquehanna Bank Center                                         | 15,610 / 15,610 | $833,491    |
| 27 de agosto de 2012     | Essex Junction   | Estados Unidos | Champlain Valley Exposition                                     | Festival        | Festival    |
| 28 de agosto de 2012     | Falcon Heights   | Estados Unidos | Minnesota State Fair Grandstand                                 | Festival        | Festival    |
| 30 de agosto de 2012     | Monroe           | Estados Unidos | Evergreen State Fair Grandstand                                 | Festival        | Festival    |
| 1 de septiembre de 2012  | Salem            | Estados Unidos | L. B. Day Comcast Amphitheatre                                  | Festival        | Festival    |
| América Latina           |                  |                |                                                                 |                 |             |
| 29 de septiembre de 2012 | São Paulo        | Brasil         | Anhembi                                                         | 16,193 / 16,500 | $1,144,620  |
| 30 de septiembre de 2012 | Río de Janeiro   | Brasil         | HSBC Arena                                                      | 6,846 / 7,200   | $625,108    |
| América del Norte        |                  |                |                                                                 |                 |             |
| 2 de marzo de 2013       | Orlando          | Estados Unidos | Universal Music Plaza Stage                                     | Festival        | Festival    |
| 3 de marzo de 2013       | Houston          | Estados Unidos | Estadio NRG                                                     | Festival        | Festival    |
| Asia                     |                  |                |                                                                 |                 |             |
| 18 de marzo de 2013      | Singapur         | Singapur       | Resorts World Sentosa                                           | 5,399 / 5,399   | $673,912    |
| 20 de marzo de 2013      | Manila           | Filipinas      | Coliseo Smart Araneta                                           | 11,677 / 11,677 | $841,682    |
| 22 de marzo de 2013      | Kuala Lumpur     | Malasia        | KLCC Outdoor Plaza                                              | Festival        | Festival    |
| 24 de marzo de 2013      | Yakarta          | Indonesia      | Istora Gelora Bung Karno                                        | —               | —           |
| Europa                   |                  |                |                                                                 |                 |             |
| 27 de marzo de 2013      | Moscú            | Rusia          | Crocus City Hall                                                | 8,770 / 8,770   | $433,237    |

Notas
1. ↑  Este concierto fue parte del "107.5 The River Acoustic Christmas"
2. ↑  Este concierto fue parte del "Radio NOW 100.9 Concert"[8]
3. ↑  Este concierto fue parte del "Kissmas Bash 2K11"
4. ↑  Este concierto fue parte del "Q102 Jingle Ball 2011"[9]
5. ↑  Este concierto fue parte del "Kiss 108 FM Jingle Ball 2011"[10]
6. ↑  Este concierto fue parte del "Z Jingle Ball 2011"[11]
7. ↑  Este concierto fue parte del "Y100 Jingle Ball 2011"
8. ↑  Este concierto fue parte del "93.3-FLZ Jingle Ball"
9. ↑  Este concierto fue parte del "V Festival de Iquique"[13]
10. ↑  Este concierto fue parte del "Florida Strawberry Festival"[14]
11. ↑  Este concierto fue parte del "Borderfest"
12. ↑  Este concierto fue parte del "Austin Festival Grounds"
13. ↑  Este concierto fue parte del "Toyota Summer Concert Series"
14. ↑  Este concierto fue parte del "Endfest"
15. ↑  Este concierto fue parte del "Festival de Ravinia"
16. ↑  Este concierto fue parte del "Illinois State Fair"
17. ↑  Este concierto fue parte del "Budweiser Concert Series"
18. ↑  Este concierto fue parte del "Minnesota State Fair"
19. ↑  Este concierto fue parte del "Evergreen State Fair"
20. ↑  Este concierto fue parte del "Oregon State Fair"
21. ↑  Este concierto fue parte del "Z Festival"
22. ↑  Este concierto fue parte del "Z Festival"
23. ↑  Este concierto fue parte del "Universal Orlando Mardi Gras"
24. ↑  Este concierto fue parte del "Houston Livestock Show and Rodeo"
25. ↑  Este concierto fue parte del "Twin Towers Live"